# Топонимия Ярославской области

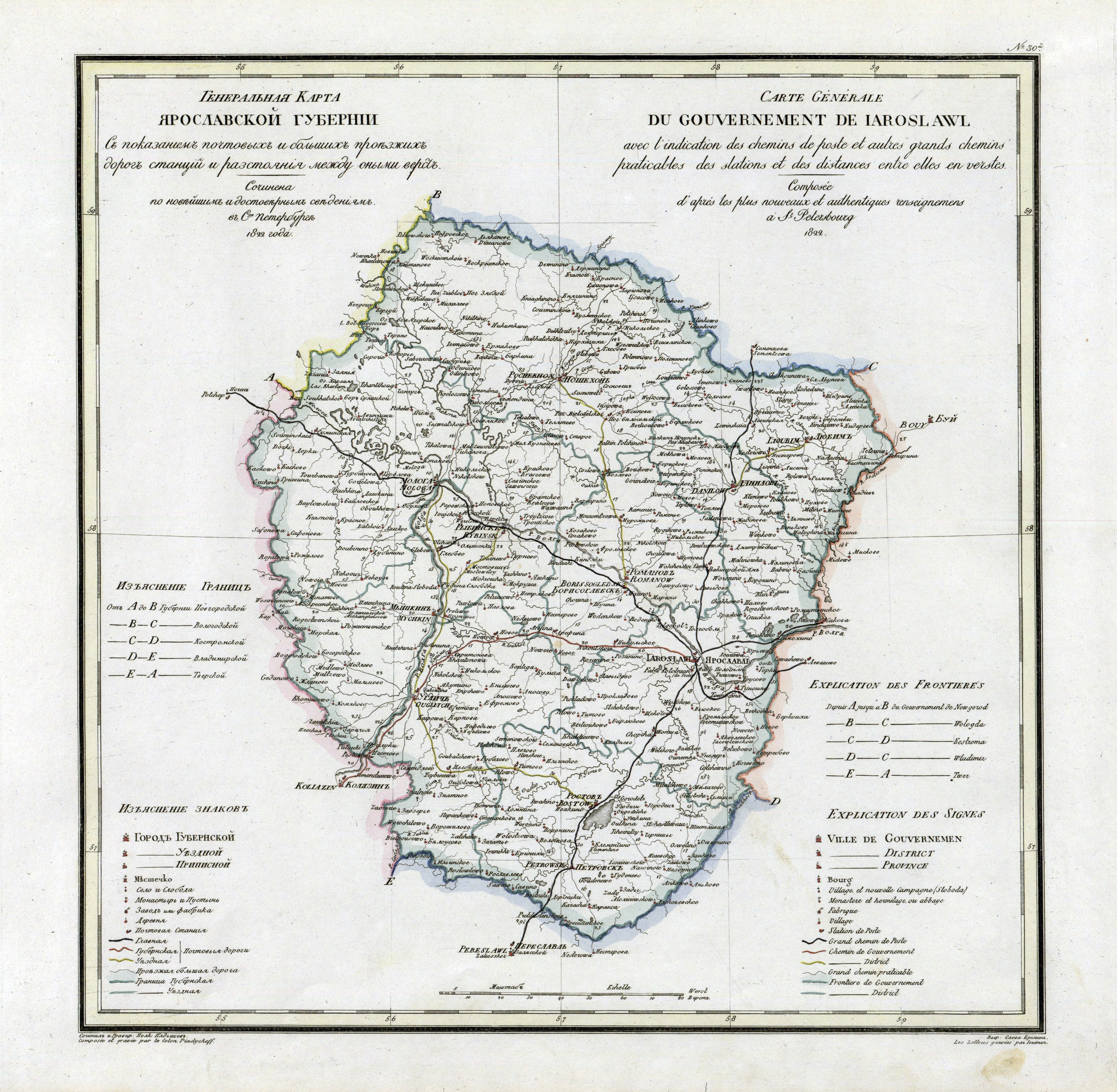
Карта Ярославской губернии 1821 года

Топонимия Ярославской области — совокупность географических названий, включающая наименования природных и культурных объектов на территории Ярославской области.
Часть современной территории региона занимало Ярославское княжество (существовало в 1218—1463 годах). В 1708—1710 годах Российское государство было разделено на 8 губерний: Ярославль, Углич, Романов вошли в Санкт-Петербургскую губернию, а Переславль, Ростов и Любим — в Московскую. В 1719 году появилось деление на 45 (позднее 50) провинций — на территории современной Ярославской области находились Ярославская и Угличская провинции Санкт-Петербургской губернии и Переславская и Костромская провинции Московской губернии. Провинции делились на 5 дистриктов. В 1727 году дистрикты были переименованы в уезды, тогда же Ярославская и Угличская провинции перешли в Московскую губернию. В 1777 году в результате губернской реформы на основе большей части Ярославской, Угличской, меньшей части Костромской провинции было образовано Ярославское наместничество, в 1796 году преобразованное в Ярославскую губернию.
Ярославская губерния просуществовала до 1929 года, когда была упразднена постановлением Президиума ВЦИК. На территории губернии были созданы Ярославский и Рыбинский округа Ивановской промышленной области. 11 марта 1936 года из Ивановской промышленной области была выделена Ярославская область, в современных границах — с 13 августа 1944 года. С тех пор название региона не менялось.
Территория области в торжественных речах и исторической литературе часто называется Ярославией, Ярославщиной, Ярославским краем.

## История формирования
Согласно оценке В. А. Жучкевича, Ярославская область в основном относится к топонимическому району «Север Европейской части России». В этом регионе большинство топонимистов выделяет три основных топонимических пласта:
1. волго-окский
2. финно-угорский
3. славянский (позднейший).

При этом наличие волго-окского пласта остаётся спорным;некоторые исследователи сомневаются в его существовании, другие отождествляют с финно-угорским, третьи — считают близким к балтийским языкам.
Кроме того, север региона относится к Ленинградско-Псковско-Белозерскому топонимическому району, для которого характерны три топонимических пласта:
1. древнейший (на западе — финно-угорский),
2. позднейший прибалтийско-финский (ижорский, вепсский и др.),
3. русский[3].

## Состав
По состоянию на 15 декабря 2022 года, в Государственном каталоге географических названий в Ярославской области зарегистрировано 7860 названий географических объектов, в том числе — 6029 названий населённых пунктов. Ниже приводятся списки наиболее значимых природных объектов и крупнейших населённых пунктов Ярославской области с характеристиками их этимологии.

### Гидронимы

#### Реки
- Волга — название произошло от праславянского *Vьlga, ср. во́лглый — волога — влага. В пользу славянской версии происхождения названия говорит наличие рек Vlha[5] в Чехии и Вильги в Польше[6][7]. Поскольку верховье Волги находится в зоне, где широко представлена гидронимия балтского происхождения, предложена этимология из балтийских языков: ilga «длинный, долгий» → оз. Волго → р. Волга[8]; valka «ручей, небольшая река»[9]. Альтернативные версии выводят название реки из прибалтийско-финских (фин. valkea, эст. valge «белый», ср. Вологда) и марийского (др.-марийск. *Jylγ (из тюрк.), совр. мар. Юл; мар. Волгыдо «светлый») языков.
- Соть — происхождение, возможно, мерянское, от коми «сотны» — «жечь, палить», «сотчом» — «гарь, горевший, выгоревший». Мотивировка топонима могла отражать наличие лесных или торфяных пожаров (гарей) по берегам реки[10].
- Сить — толкуется с помощью русского диалектного слова «ситник» — «камыш»[10], в «Словаре народных географических терминов» Э. М. Мурзаева имеется термин «сито» — поросшее камышом и залитое водой место[11].
- Устье — этимология не установлена.
- Которосль — этимология слова точно неизвестна. До XX века название реки писалось и произносилось как Которость[12], перекликаясь окончанием с другими реками региона: Касть, Лахость, Шиголость, Сулость. Карты рубежа XIX—XX веков дают уже переходный вариант написания — Которостль. Современное написание Которосль встречается с 1920-х годов. Распространён вариант происхождения от древнерусского глагола «котораться», то есть спорить и название реки — «Спорная» — призвано отразить этот «спор» двух речек (Вёкса и Устье), которая из них должна считаться началом большей реки[13]. Но, как и вариант происхождения названия от русской фразы «которая слева», он не имеет под собой научных оснований и является типичным примером народной этимологии[14].
- Сара — в карельском, финском языках — «болото, большое болото, заболоченная река, заосоченное болото»[15].
- Согожа — местная легенда связывает название Согожа с наименованием её притока — реки Соги (якобы «Сога-же»), однако, более вероятно, что оба гидронима имеют финно-угорское происхождение[16].
- Обнора — есть предположение, что от мерянского «об» — «снег» и «нор» («нар», «нер» — древний термин, входящий в многочисленные речные и озерные названия Евразии) — «вода», «река». Таким образом, Обнора на языке мерян именовалась «Снежной рекой»[17].
- Сутка — значение не установлено.

#### Озёра
- Неро (оно же Росто́вское о́зеро; устар. Каово[18]) — по оценке М.Фасмера, гидроним происходит от марийского нер — «мыс»; другую точку зрения высказывал П.Равила, приводя мордовское нерь — «клюв, нос»[19]. По мнению Е. М. Поспелова, наиболее убедительна версия А. К. Матвеева. Он предполагает существование финно-угорского (мерянского) географического термина нер «большое озеро», этимологически связанного с финским mer — «море». Эта гипотеза, основанная на общих топонимических закономерностях, позволяет реконструировать бьлые названия озёр Галицкого и Плещеева (см. ниже), понять образование гидронима Нерль. Второе название озеро получило по находящемуся на нём городу Ростов, упоминаемому с IX века[20].
- Плещеево — летопись под 1152 годом упоминает город Клещин, который находился на берегу озера. Он существовал ещё в XV веке, но его местоположение неизвестно. По этому городу озеро называлось Клещино. В грамоте 1676 года — озеро Плещее, позже Плещино; в XVIII веке установилось название Плещеево. В топографическом описании 1784 года говорится, что озеро названо «по свирепству плескания онаго волн», то есть в основе названия плеск от плескать («колебаться, волноваться, хлестать волнами, обдавать»). Иногда озеро называют Переславское — по расположенному на нём городу Переславль-3алесский[21].

#### Водохранилища
- Горьковское — от названия Горьковской ГЭС;
- Рыбинское — от названия Рыбинской ГЭС;
- Угличское — от названия Угличской ГЭС.

### Ойконимы
- Ярославль — впервые упоминается в летописи под 1071 годом как Ярославль. Название в форме притяжательного прилагательного образовано от древнерусского личного имени Ярослав с помощью суффикса -jь, то есть означает «Ярославий город». Предание приписывает основание города киевскому великому князю Ярославу Мудрому (ок. 974—1054) и относит его к 1024 или 1010 году[22].
- Гаврилов-Ям — согласно оценке Е. М. Поспелова, в селе, по-видимому, некогда был ям (станция, где содержали разгонных ямских лошадей), к которому непосредственное отношение имел некий ямщик Гаврила[23].
- Данилов — образован в 1777 году из села Даниловское. Название от личного имени Данил, разговорной формы календарного имени Даниил. Наличие в названии села сложного суффикса -овск позволяет предположить, что оно возникло не позже XV века[24].
- Любим — упоминается в исторических актах с середины XVI века как город Любим. Название от русского личного имени Любим, очень распространённого в XV—XVI веках. С 1777 года — уездный город[25].
- Мышкин — впервые упоминается в XVII веке как село Мышкино. Название связано с некалендарным личным именем Мышка (зафиксировано в Новгороде, 1545 г.). В 1777—1927 годах город Мышкин, позже село и рабочий посёлок Мышкино; с 1991 года — снова город Мышкин[26].
- Переславль-Залесский — впервые упоминается в летописи под 1152 годом как город Переславль, основанный князем Юрием Долгоруким. Название перенесено из Киевской земли, где город Переяславль упоминается уже под 907 годом. С XV века для отличия от других одноимённых городов к названию добавляется определение Залесский, то есть находящийся в Залесье- так в Древней Руси называли Ростово-Суздальское княжество[27].
- Пошехонье — упоминается в актах с конца XVII века как село Пертома, название от одноимённого гидронима, в основе которого прибалтийско -финское регt — «изба». C 1777 года город Пошехонье — «местность по реке Шехонь» (ср. Поволжье, Поочье и др.), где Шехонь- одна из форм названия реки Шексна. В 1918—1991 годах город Пошехонье-Володарск в память о советском политическом деятеле В.Володарском[28].
- Ростов — упоминается в летописи с IX века как мерянский, с X века появляется славянское население. Название традиционно, хотя и не очень уверенно, связывают со славянским личным именем Рост (ср. Ростислав), от которого с помощью суффикса -ов образовано притяжательное прилагательное. В XII—XVII веках город назывался Ростов и только в Ипатьевской летописи под 1151 годом название упоминается с определением «8еликий». Это послужило поводом для ряда авторов XIX—XX веков именовать в своих сочинениях тород Ростовом 8еликим, что не имеет достаточного исторического обоснования[29].
- Рыбинск — рыбацкая слобода на месте современного города известна с XII века; в XV—XVIII веках называлась Рыбная слобода. В 1777 тоду образован Рыбинский уезд, и Рыбная слобода переименована в тород Рыбной, но под влиянием названия уезда в употреблении закрепилась форма Рыбинск. В советское время город четырежды переименовывался: в 1946 году — Щербаков по фамилии советского политического деятеля А. С. Щербакова, в 1957 году городу вернули его прежнее название; в 1984 переименовали в Андропов в память о Ю.8. Андропове. Под давлением общественного мнения в 1989 году городу снова было возвращено исконное название Рыбинск[30].
- Тутаев — образован из городов Романов и Борисоглебск, лежавших по разным берегам Волги. Город Романов основан на левом берегу около 1370 года ярославским князем Романом Васильевичем, по имени которого и получил название. Борисоглебск, лежащий на правом берегу, впервые упоминается в конце XV века как Борисоглебская рыбацкая слобода, принадлежавшая московским князьям. Название по церкви благоверных князей Бориса и Глеба. Оба селения в 1777 году стали уездными городами, а в 1822 году были объединены и получили общее название Романов-Борисоглебск. В 1918 году город переименован в Тутаев по фамилии красноармейца И. П. Тутаева, погибшего во время Ярославского мятежа 1918 года[31].
- Углич — по данным В. А. Никонова, упоминается в летописных источниках с 1148 года под названием Углече поле. Топоним связывали с основой угол, за изгиб Волги. Версия В. Н. Татищева о переселении с юга части племени угличей представляется бездоказательной. Объяснение «тут жгли угли», даваемое местными жителями, представляется наивной этимологией. Серьёзнее мнение, видящее в основе личное им владельца. Термин поле характерен и для топонимии старых славянских территорий на Балканах. Топонимы на -ич в северной России известны только единичные, все очень ранни: Углич, Галич, Котельнич. При их анализе необходимо учитывать такие историко-диалектные особенности фонетики, как е/и, неразличение ц/ч[32]. По мнению Е. М. Поспелова, в этой местности на берегу Волги возник город, который первоначально назывался Волга, но уже под 1293 годом упоминается как Углече поле, а с конца XVI века — Углич. Название Углич рассматривается им как притяжательное прилагательное с суффиксом -ич, указывающее на принадлежность поля некоему лицу или олицетворяемому предмету, в названии которого был корень -угл. Гипотеза нуждается в более глубоком обосновании[33].

### Оронимы
- Тархов холм (на старых картах встречается также вариант Торхов холм) — согласно местным легендам, в XIII веке на холме была ставка татарского хана, или он здесь был похоронен. Отсюда якобы и название холма: Татарский хан → Тархан → Тархов[34].